# Калоев, Олег Асланбекович
Оле́г Асланбе́кович Кало́ев (осет. Калоты Аслӕнбеджы фырт Олег; род. 1 сентября 1958, Владикавказ, Северная Осетия) — советский борец вольного стиля, чемпион Европы, мастер спорта СССР международного класса.

## Биография
Родился 1 сентября 1958 года в селении Октябрьское Пригородного района Северной Осетии — Алании. С 12 лет стал заниматься больной борьбой у тренера Камболата Габисова в обществе «Локомотив» города Владикавказа. В 1977 году стал чемпионом СССР среди молодежи. В 1978 году стал победителем международного турнира в Чехословакии и чемпионом РСФСР в Новосибирске. В 1979 году победитель международного турнира в Болгарии. В 1980 году стал серебряным призёром чемпионата Европы и победителем международных турниров в Тбилиси и Германии. В 1981 году стал чемпионом Европы и победителем международного турнира в Югославии. Боролся в весовой категории до 82 кг.
Окончил два факультета Северо-Осетинского государственного университета имени Коста Левановича Хетагурова: физического воспитания и спорта в 1980 году и экономический в 1986 году.
В настоящее время исполняющий обязанности заместителя руководителя управления Федеральной Миграционной Службы по Северной Осетии — Алании.

## Спортивные достижения
- Чемпион Европы в Лодзь (1981)
- Победитель международного турнира в Чехословакии (1978)
- Победитель международного турнира в Болгарии (1979)
- Победитель международного турнира в Тбилиси (1980)
- Победитель международного турнира в Германии (1980)
- Победитель международного турнира в Югославии (1981)